# Погані домогосподарки
«Погані домогосподарки» (англ. Queenpins) — американська кримінальна комедія 2021 року про вишукане пограбування двома жінками великих компаній-виробників різноманітних продуктів загального вжитку.

## Короткий сюжет
Домогосподарка Конні Камінські — олімпійська чемпіонка зі спортивної ходьби, з юності привчена до дисципліни і наполегливості, розчарована відсутністю належної оцінки суспільством її зусиль. До того ж у неї певні непорозуміння з її чоловіком Ріком, аудитором, через викидень при спробі зачати дитину. Її найкраща подруга Джоанна Джонсон має проблеми з пошуком роботи після викрадення її особистих даних картки платника податків.
Звикши економити на покупках завдяки купонам на знижки, Конні робить відкриття, що на цьому можна добре заробити, якщо отримати велику кількість купонів. Вона та ДжоДжо дізнаються, що купони друкують на заводі у Чіуауа, Мексика, і вирішують поїхати туди та дістати купони, щоб перепродати їх іншим матерям і дружинам. Двоє службовців заводу Алехандро та Роза Діас погоджуються надсилати їм купони, призначені для знищення. Відкривши власний вебсайт, дві подруги швидко збагачуються. Але велика кількість купонів, що з'явилася в супермаркетах, привертає увагу охоронця торгових мереж, який має запобігати обігу фальшивих купонів.

## У ролях
| Актор                | Роль                     |
| -------------------- | ------------------------ |
| Крістен Белл         | Конні Камінські          |
| Кірбі Говелл-Баптист | Джоанна Джонсон / ДжоДжо |
| Пол Волтер Гаузер    | Кен                      |
| Вінс Вон             | Саймон Кілмуррі          |
| Джоель Макгейл       | Рік Камінські            |
| Бібі Рекса           | Темпе Тіна               |
| Дайо Окенії          | Ерл                      |
| Джек Макбраєр        | агент Парк               |
| Стівен Рут           | агент Фленеган           |
| Пол Раст             | Альберт Андерсон         |
| Едуардо Франко       | касир                    |

## Критика
Фільм отримав переважно позитивні відгуки: Rotten Tomatoes дав оцінку 47 % на основі 62 відгуків від критиків і 82 % від більш ніж 50 верифікованих глядачів.